# 皮特爾維爾 (亞利桑那州)
皮特爾維爾（英語：Pirtleville）是位於美國亞利桑那州科奇斯縣的一個人口普查指定地區。根據2010年美國人口普查，該地人口為1744人，而該地的面積約為4.83平方千米。

## 地理
皮特爾維爾的座標為31°21′32″N 109°33′58″W / 31.35889°N 109.56611°W，而該地最高點為海拔高度1210米（即3970英尺）。